# Felipes
Felipes is een monotypisch geslacht van schimmels in de orde Arthoniales. Het bevat alleen Felipes leucopellaeus. De familie is nog niet met zekerheid bepaald (Incertae sedis).